# SchwuZ
Lo SchwuZ (abbreviazione di Schwulen Zentrum, "centro omosessuale") fu fondato nel 1977 dalla Homosexuelle Aktion Westberlin e divenne il primo club omosessuale alternativo di Berlino Ovest. In contrasto con l'elitaria scena gay fino ad allora esistente, lo SchwuZ non rimase nascosto e consentì l'ingresso libero a tutti gli interessati. Il motto iniziale era Raus aus den Klappen, rein in die Straße ("fuori dai battuage, sulla strada"). Furono coinvolti studenti impegnati politicamente quali Egmont Fassbinder ed Elmar Kraushaar.